# Ise Morssing

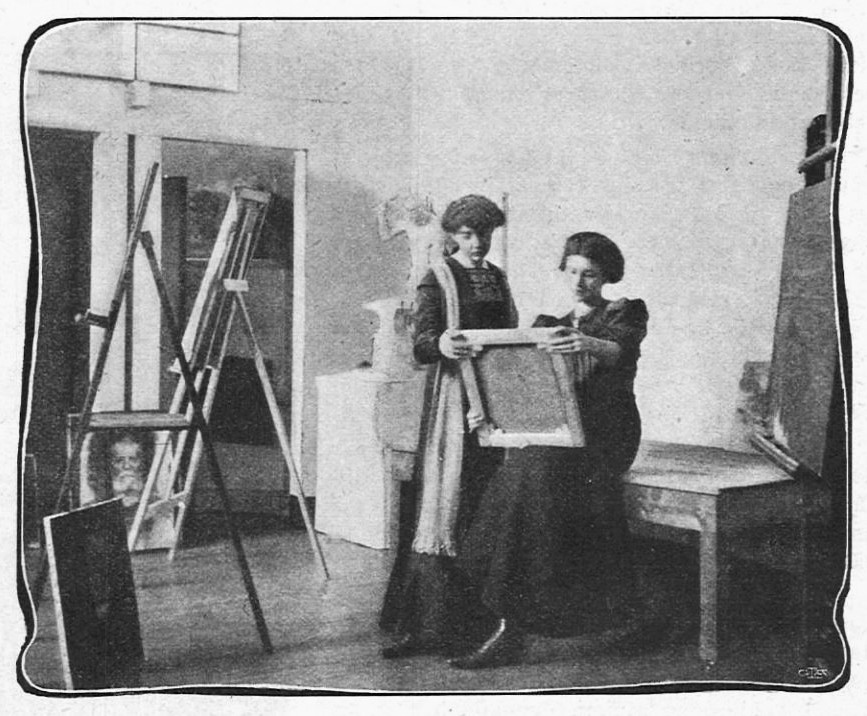
Ise Morssing (stående) och Martha Rydell i sin ateljé på Strandvägen 3, 1907.

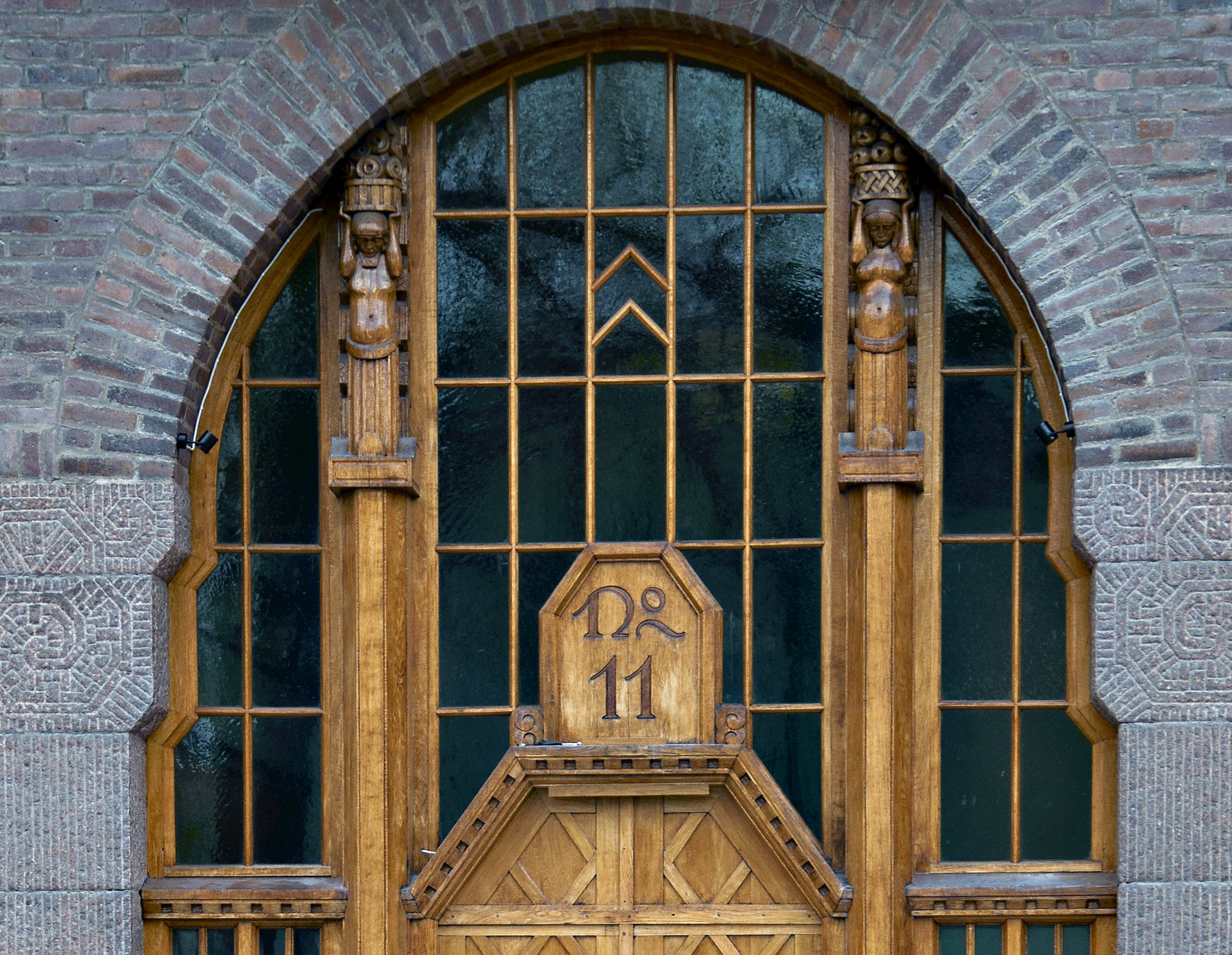
Portal för Karlavägen 12 (detalj), utförd av Ise Morssing 1912.

Ise Morssing (Louise (Ise) Morssing), född 1878 i Östersund, död 16 maj 1969 i Stockholm, var en svensk bildkonstnär, skulptör, kostymtecknare, scenograf och teaterchef. Hon var gift med arkitekt Gunnar Morssing.

## Biografi
Ise Morssing var dotter till major J. G. Lilliesköld och Marie-Louise Didron. Hon studerade vid Konstakademien i Stockholm mellan 1901 och 1904. Därefter följde studieresor till Danmark, Tyskland, Österrike, Frankrike och England. 1904 gifte hon sig med den framgångsrike arkitekten Gunnar Morssing, delägare i arkitektfirman Höög & Morssing som stod för gestaltningen av omkring 140 byggnader i Stockholm.
Ise Morssing var konstnärligt verksam på flera olika områden, bland annat som bildkonstnär och skulptör. Hon målade landskap i akvarell och olja, skulpterade porträtt och arbetade med dekorativa reliefer i ett flertal bostadshus som ritades av maken arkitekt Gunnar Morssing. Här kan nämnas entréportalen till Karlavägen 11 (fastigheten Skatan 1) där hon 1912 utförde träskulpturerna samt en dekorativ skata på en läktarbalustrad i husets övre plan. 
Hon hade egen ateljé i Paris där hon skapade scenkostymer, bland annat för danskonstnärinnan Birgit Åkesson. I Stockholm hade hon sin ateljé högst upp i huset Strandvägen 3, där hon tillsammans med väninnan Martha Rydell drev en croquisskola.
I tidskriften Idun från den 14 februari 1907 beskrivs ateljén och de båda ”entusiastiska och framåtsträfvande konstnärinnorna” av tidningens reporter på bland annat följande sätt:

Scenen är fru Morssings ateljé högst uppe i Strandvägen 3, och jag kan endast beklaga, att kameran icke varit nog storvinklig att omfatta ett större parti af denna samma ateljé. Den är annars ett af de vackraste arbetsrum, för konstnärer, något af tempel, ljus, rymlig, skinande hvit med en effektfull och likväl diskret dekorering i svart.
Ise Morssings porträtt har målats av Isaac Grünewald och visades på den utskällda De Ungas utställning 1910. Hon förekommer också på en målning av Sigrid Hjertén (”Tre kvinnor”).
Ise Morssing hörde till Teaterförbundets stipendiater.

## Teaterchef
År 1953 startade hon den lilla Marsyasteatern vid Österlånggatan 13 i Gamla stan. Hon stod för teaterns kostymer och dekor och var dess direktör mellan 1956 och 1966. Teatern blev plantskola för många unga begåvningar, bland dem Gio Petré, Håkan Serner, Tord Peterson och Emelie Lagergren.